# Iglesia de San José (Edimburgo de los Siete Mares)
La iglesia de San José (en inglés: Church of St. Joseph) es el nombre que recibe un edificio religioso que pertenece a la Iglesia católica y se encuentra ubicado en la localidad de Edimburgo de los Siete Mares en la isla de Tristán de Acuña una de las que conforman el territorio británico de ultramar de Santa Elena, Ascensión y Tristán de Acuña en el sur del océano Atlántico.
El templo sigue el rito romano o latino y hace parte de la jurisdicción de la misión sui iuris de Santa Elena, Ascensión y Tristán de Acuña (Missio sui iuris Sanctae Helenae, Ascensionis et Tristanensis).
Se trata de uno de los tres templos católicos que operan en ese territorio, siendo los otros los ubicados en Georgetown, en la Isla de Ascensión (iglesia de Nuestra Señora de la Ascensión) y el de Jamestown en la isla de Santa Helena (iglesia del Sagrado Corazón).
Se le considera una de las iglesias católicas más remotas en el mundo, debido a que la isla de Tristán de Acuña está muy aislada de cualquier otro sitio poblado.